# Punta Anelio
Punta Anelio ist eine Landspitze im Norden der Livingston-Insel im Archipel der Südlichen Shetlandinseln. Auf der Ostseite des Kap Shirreff, dem nördlichen Ausläufer der Johannes-Paul-II.-Halbinsel, liegt sie südsüdöstlich des Cerro Copihue.
Chilenische Wissenschaftler benannten sie nach Anelio Aguayo Lobo (* 1933), Hubschrauberpilot bei der 20. Chilenischen Antarktisexpedition (1965–1966) und dabei beteiligt an der ersten Zählung des Säugetierbestands in diesem Gebiet.